# Christopher Sembroski
Christopher Sembroski é um engenheiro  de informações estadunidense, veterano da Força Aérea e turista espacial, que atualmente vive em Everett, Washington, Estados Unidos. Ele é um empregado da Lockeed Martin e turista espacial da Inspiration4. Ele recebeu essa posição após seu amigo da Embry–Riddle Aeronautical University recusar o prêmio. Sembroski tem um interesse de longa data sobre o espaço, sendo um astrônomo e foguetista amador. Ele veio a se preparar, junto com outros três tripulantes, para voar ao espaço.

## Carreira
Sembroski cresceu em Kannapolis. Durante o colégio, Sembroski foi voluntário da ProSpace, uma organização não lucrativa que apoia o turismo espacial. Sembroski também foi um conselheiro no Space Camp, um acampamento financiado pelo governo em Huntsville, que promove a ciência, tecnologia, engenharia e matemática para crianças e adolescentes. Depois do colégio, Sembroski se juntou à Força Aérea dos Estados Unidos como um técnico Eletro-Mecânico estacionado na Base da Dorça Aérea de Malmstrom em Great Falls, MT. Agora Sembroski trabalha como engenheiro de informações na Lockeed-Martin.